# 米哈伊利夫卡 (貝雷贊卡市鎮)
46°45′35″N 31°25′38″E / 46.75972°N 31.42722°E
米哈伊利夫卡（烏克蘭語：Михайлівка）是烏克蘭南部的村莊，由尼古拉耶夫州尼古拉耶夫區的貝雷贊卡市鎮負責管轄。該村面積0.38平方公里，海拔高度9米，2001年人口138，人口密度每平方公里363.2人。